# Münder Heerstraße

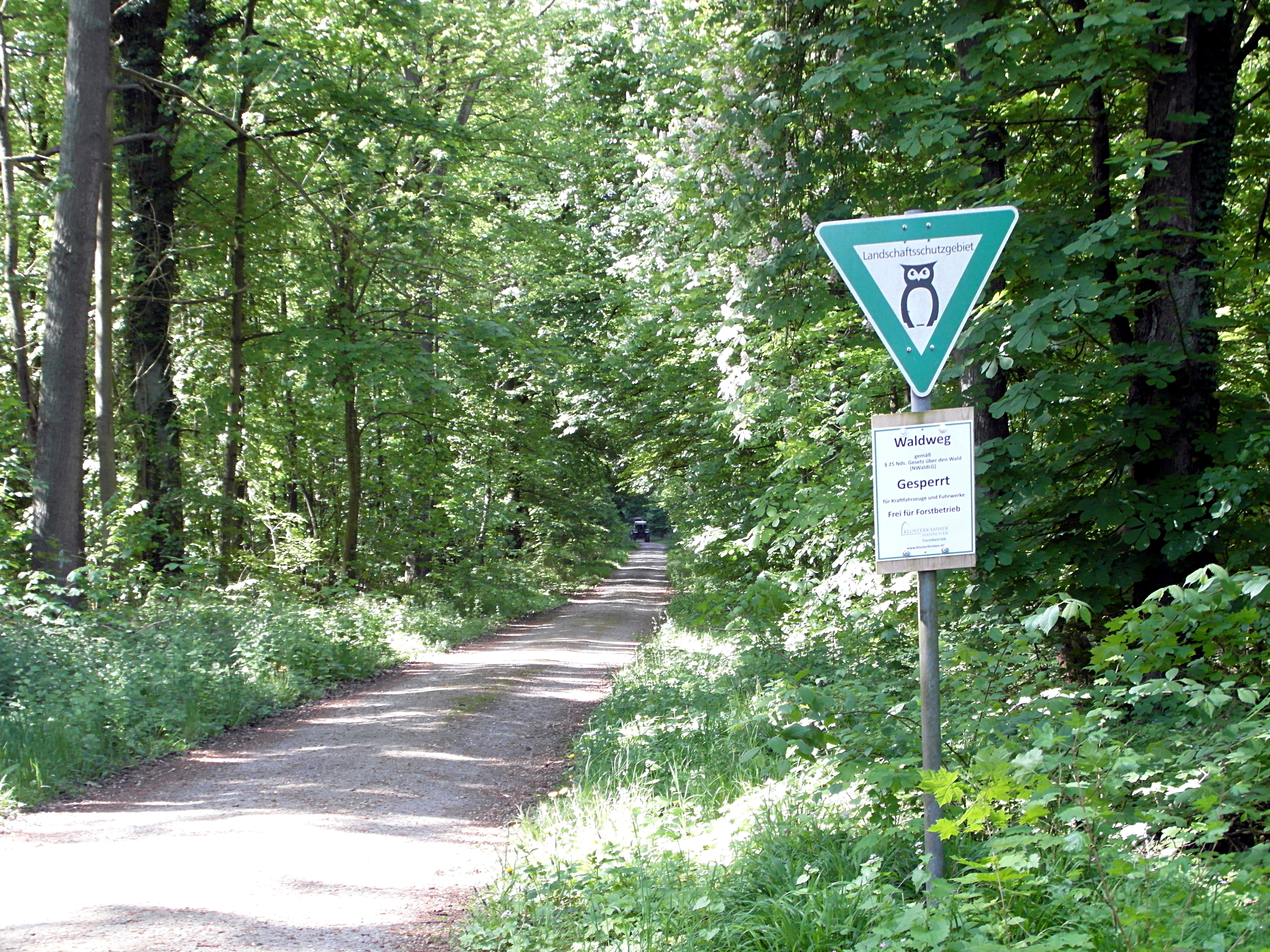
Die Münder Heerstraße beim Waldkater

Die Münder Heerstraße ist eine historische Wegeverbindung im Calenberger Land. Sie verläuft über den Deister von Wennigsen nach Bad Münder. Sie wird in den Quellen auch vielfach als Alte Münder Heerstraße bezeichnet.
In beiden Orten sind nach ihr noch heute Straßen benannt. Sie steigt in Wennigsen von der Ortslage Waldkater um rund 250 Höhenmeter auf den Deisterkamm. Von Köllnischfeld führt sie weiter südwestlich hinab nach Münder.
Der Begriff Heerstraße stammt aus der alt- bzw. mittelhochdeutschen Sprache und bezeichnet eine für damalige Verhältnisse breite Straße.
Neben ihrer möglichen Nutzung als militärischer Verbindungsweg wird sie in der Bredenbecker Chronik von Gewecke vor allem als Straße der Söltjer geführt. Diese nutzen sie als Handelsweg über den Deister und fuhren auf ihr das in Münder geförderte Salz aus. Er gibt ihre Länge mit 2500 Ruten an.
Seit dem Jahr 1835 war die Straße durch tiefe Fahrspuren nicht mehr befahrbar. Da dem Amt Wennigsen das Geld zur Reparatur fehlte, wurde seitdem der öffentliche Verkehr über Steinkrug umgeleitet. Lediglich der untere Teil der Straße wurde zur Abfuhr von Kohlen u. a. aus den Egestorffschen Stollen am Hülsebrink bis 1899 genutzt. Heute ist der Verlauf im Wald nicht mehr für den regulären Fahrzeugverkehr freigegeben, sondern dient der Forstwirtschaft sowie der Naherholung.